# 恐龙战队 (第三季)
第三季《恐龙战队》（Mighty Morphin Power Rangers season 3）是由哈伊姆．萨班和Shuki Levy创作的一部美国真人特摄剧，改编自日本的第十八代超级战队系列《忍者战队隐连者》。本季于1995年9月2日首播，在美国播出至1995年11月27日，共33集。第三季在剧情上延续第二季的内容，戰士們除保留前两季的衣裝，亦增加了忍者服装。

## 剧情
幽冥女王之兄阿達武士（Rito）加入侵略地球的隊伍，並壓倒性的擊敗金剛戰士，摧毀了大連王與戰鬥白虎，指揮中心亦在戰鬥中損毀，金剛戰士就此失去超異能。宙威利用中心所餘的能量，將失去超異能的戰士們送去忍者神廟，要他們去見可製造超異能硬幣的忍者戰士（Ninjor）。儘管途中有阿達武士派遣的食人鳥追擊，但戰士們依舊成功抵達神廟獲得新的超異能，並多了忍者裝扮的變身型態，以及忍者機械獸（Ninja Zords）。後來巴布猴、怪頭陀與魚匠人等尋獲失落已久的無敵戰將（Shogun Zords），玄冥大帝等人遂奪走小晴的超異能硬幣與大明的戰鬥鷹，企圖要脅金剛戰士替自己駕駛無敵戰將征服地球。大明只得潛入暗月宮內，於千鈞一髮之際奪回硬幣與戰鬥鷹，而比利亦在操縱無敵戰將時將控制權奪來，令玄冥大帝的企圖失敗，也讓金剛戰士多了五架新的生力軍。
小晴為了追求理想，決定離開參加體操大賽訓練，原先遭幽冥女王下咒以企圖謀害金剛戰士的凱琳（Katherine），在破除魔咒後取代她成為新的粉紅戰士。但過沒多久，幽冥女王的父親終極魔王發動魔法將時間倒轉，令金剛戰士全回到童年時期，因此失去了超異能。為了抵禦侵略，宙威自水柔星請來了外星戰士，第三季就此進入特別篇。至於變回兒童的各戰士，除了比利透過機器很快恢復之外，其餘人則到各地尋找奇奧水晶的碎片，希望將之收集後發動魔力令地球恢復原狀。而依莎到非洲尋找水晶時，意外與遠親相逢，從此留在當地，由表姊唐雅帶著水晶回到美國。但當水晶湊齊讓地球復原後，天狼將軍（Goldar）與阿達卻闖入指揮中心竊走水晶並炸毀該處，金剛戰士的歷史劃下句點，《外星战队》开始。

## 演员

### 主要人物
- Steve Cardenas（英语：Steve Cardenas） 饰 洛基（荷兰语：Rocky DeSantos）（红衣戰士）
- Johnny Yong Bosch（英语：Johnny Yong Bosch） 飾 亚当（英语：Adam Park）（黑衣戰士）
- David Yost（英语：David Yost） 饰 比利（英语：Billy Cranston）（蓝衣戰士）
- Karan Ashley（英语：Karan Ashley） 飾 依莎（英语：Aisha Campbell）（黃衣戰士）
- Amy Jo Johnson 饰 金伯莉（英语：Kimberly Hart）（粉衣戰士）
- Catherine Sutherland（英语：Catherine Sutherland） 饰 凱琳（荷兰语：Katherine Hillard）（新粉衣戰士）
- Jason David Frank 饰 汤米（英语：Tommy Oliver）（白衣戰士）

### 友方陣營
- David Fielding 饰 宙威 (Zordon)
- Richard Steven Horvitz（英语：Richard Steven Horvitz） 配音 智多星 (Alpha 5)
- Kim Strauss（英语：Kim Strauss） 配音 忍者戰士 (Ninjor)

### 邪方陣營
- Carla Perez 饰 幽冥女王（英语：Rita Repulsa） (配音：Barbara Goodson)
- Ed Neil（英语：Edwin Neal） 饰 玄冥大帝Lord Zedd（英语：Villains_in_Mighty_Morphin_Power_Rangers#Lord_Zedd） (配音：Robert Axelrod（英语：Robert Axelrod (actor)）)
- Takashi Sakamoto、Kazutoshi Yokoyama（日语：横山一敏）、Danny Wayne Stallcup 饰 天狼將軍Goldar（英语：Villains_in_Mighty_Morphin_Power_Rangers#Goldar） (配音：Kerrigan Mahan)
- Tom Wyner（英语：Tom Wyner） 配音 終極魔王Master Vile（英语：Villains_in_Mighty_Morphin_Power_Rangers#Master_Vile）
- Bob Papenbrook（英语：Bob Papenbrook） 配音 阿達武士Rito Revolto（英语：Villains_in_Mighty_Morphin_Power_Rangers#Rito_Revolto）
- Takako Iiboshi 饰 魚匠人Finster（英语：Villains_in_Mighty_Morphin_Power_Rangers#Finster） (配音：Robert Axelrod（英语：Robert Axelrod (actor)）)
- Minoru Watanabe（日语：渡辺実 (俳優)） 饰 怪頭陀Squatt（英语：Villains_in_Mighty_Morphin_Power_Rangers#Squatt_and_Baboo） (配音：Michael Sorich)
- Hideaki Kusaka（日语：日下秀昭） 饰 巴布猴Baboo（英语：Villains_in_Mighty_Morphin_Power_Rangers#Squatt_and_Baboo） (配音：Dave Mallow)

### 周邊人物
- Paul Schrier（英语：Paul Schrier） 饰 王天霸 (Farkas Bulkmeier（英语：Bulk and Skull）)
- Jason Narvy（英语：Jason Narvy） 饰 史骨頭 (Eugene Skullovitch（英语：Bulk and Skull）)
- Richard Genelle（英语：Richard Genelle） 饰 恩尼 (Ernie)
- Royce Herron（英语：Royce Herron） 饰 艾波比女士 (Ms. Appleby)
- Henry Cannon 饰 卡普兰校長 (Mr. Caplan)
- Gregg Bullock 饰 史東中尉 (Jerome Stone)

## 登場機械
- 百獸戰神（Ninja Mega Falconzord）
  - 白鷹忍者機械獸（White Ninja Falconzord）

- 五獸戰神（Ninja Megazord）
  - 紅猿忍者機械獸 （Red Ape Ninjazord）
  - 藍狼忍者機械獸 （Blue Wolf Ninjazord）
  - 黃熊忍者機械獸 （Yellow Bear Ninjazord）
  - 黑蛙忍者機械獸 （Black Frog Ninjazord）
  - 粉紅鶴忍者機械獸 （Pink Crane Ninjazord）

- 無敵大將軍（Shogun Megazord）
  - 紅猿無敵戰將 （Red Shogunzord）
  - 藍狼無敵戰將 （Blue Shogunzord）
  - 黃熊無敵戰將 （Yellow Shogunzord）
  - 黑蛙無敵戰將 （Black Shogunzord）
  - 白鶴無敵戰將 （White Shogunzord）

## 各集標題
| 集數   | 英文標題                                     | 中文標題         |
| ------ | -------------------------------------------- | ---------------- |
| 第1集  | A Friend in Need, Part I                     | 患難之交 1       |
| 第2集  | A Friend in Need, Part II                    | 患難之交 2       |
| 第3集  | A Friend in Need, Part III                   | 患難之交 3       |
| 第4集  | Ninja Quest, Part I                          | 尋找忍者 1       |
| 第5集  | Ninja Quest, Part II                         | 尋找忍者 2       |
| 第6集  | Ninja Quest, Part III                        | 尋找忍者 3       |
| 第7集  | Ninja Quest, Part IV                         | 尋找忍者 4       |
| 第8集  | A Brush with Destiny                         | 命運畫筆         |
| 第9集  | Passing the Lantern                          | 通解燈籠         |
| 第10集 | Wizard for a Day                             | 一日導師         |
| 第11集 | Fourth Down and Long                         | 四攻與長開球     |
| 第12集 | Stop the Hate Master, Part I                 | 阻止憎恨大師 1   |
| 第13集 | Stop the Hate Master, Part II                | 阻止憎恨大師 2   |
| 第14集 | Final Face-Off                               | 最終變臉         |
| 第15集 | The Potion Notion                            | 魔藥奇想         |
| 第16集 | I'm Dreaming of a White Ranger               | 我夢見白衣戰士   |
| 第17集 | A Ranger Catastrophe, Part I                 | 戰士劫難 1       |
| 第18集 | A Ranger Catastrophe, Part II                | 戰士劫難 2       |
| 第19集 | Changing of the Zords, Part I                | 機械獸的轉替 1   |
| 第20集 | Changing of the Zords, Part II               | 機械獸的轉替 2   |
| 第21集 | Changing of the Zords, Part III              | 機械獸的轉替 3   |
| 第22集 | Follow That Cab!                             | 追上那台車！     |
| 第23集 | A Different Shade of Pink, Part I            | 相異的粉紅之影 1 |
| 第24集 | A Different Shade of Pink, Part II           | 相異的粉紅之影 2 |
| 第25集 | A Different Shade of Pink, Part III          | 相異的粉紅之影 3 |
| 第26集 | Rita's Pita                                  | 幽冥的皮塔餅     |
| 第27集 | Another Brick in the Wall                    | 牆上的另一塊磚   |
| 第28集 | A Chimp in Charge                            | 照看猩猩         |
| 第29集 | Master Vile and the Metallic Armor, Part I   | 終極魔王與鐵甲 1 |
| 第30集 | Master Vile and the Metallic Armor, Part II  | 終極魔王與鐵甲 2 |
| 第31集 | Master Vile and the Metallic Armor, Part III | 終極魔王與鐵甲 3 |
| 第32集 | The Sound of Dischordia                      | 蒂絲蔻蒂亞的歌聲 |
| 第33集 | Rangers in Reverse                           | 戰士反轉         |